# 브로슈어

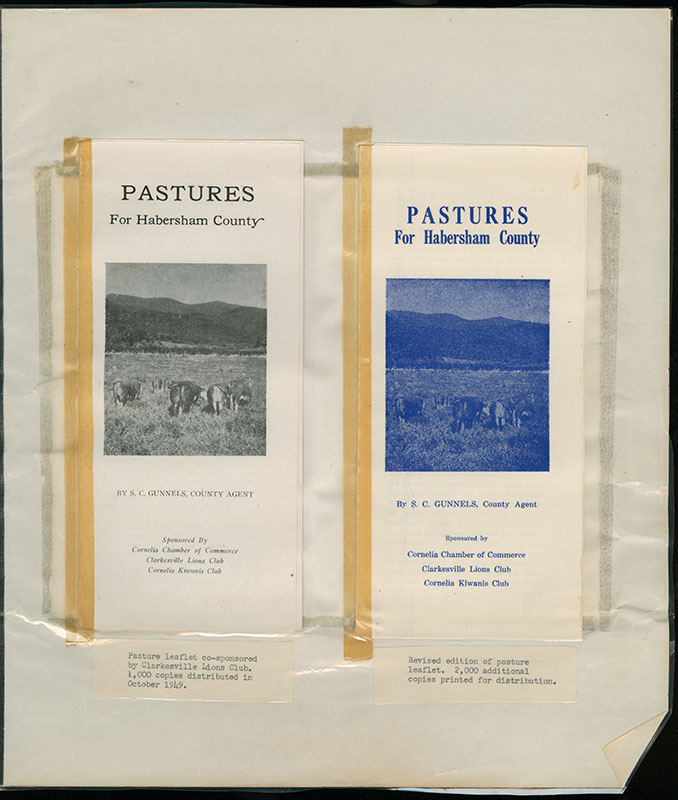
"Pastures for Habersham County": S.C. Gunnels의 브로슈어

브로슈어(Brochure), 또는 안내서는 기업의 이념 및 현황, 계획 등의 기업 소개, 제품 소개 등을 수록한 책자이며, 보통 팸플릿이나 전단지의 대용으로 활용된다. 주로 특정 회사나 조직의 광고 내지는 광고 타깃에 해당하는 사람들을 대상으로 한 상품 및 서비스의 설명 등이 기재되어 있으며, 상품의 직접적인 판매 효과보다는 긍정적인 기업 이미지 형성을 일반적인 목적으로 한다.
보통 안내책을 통해 시중에 배포되며, 관광객의 관심을 끄는 식으로 이용되기도 한다. 또한 지질, 인쇄, 제본 등이 일반적인 소책자보다 고급스러운 것이 특징이며, 일반적인 크기는 4*6배판, A4 사이즈 정도의 크기에 페이지가 많은 편이다. 이외에 종종 회색문헌의 하나로 취급되기도 한다.

## 같이 보기
- 팸플릿
- 전단지